# Deda (Mureș)
Pour les articles homonymes, voir Deda.
Deda (Déda en hongrois, Dade en allemand) est une commune roumaine du județ de Mureș, dans la région historique de Transylvanie et dans la région de développement du Centre.

## Géographie
La commune de Deda est située au nord du județ, sur le cours supérieur du Mureș, à la sortie du défilé de Toplița, entre les Monts Călimani au nord et les Monts Gurghiu à l'est. Deda se trouve à 23 km au nord de Reghin et à 56 km au nord-est de Târgu Mureș, le chef-lieu du județ.
La municipalité est composée des quatre villages suivants (population en 2002) :
- Bistra Mureșului (1 128) ;
- Deda (1 946), siège de la municipalité ;
- Filea (737) ;
- Pietriș (521).

## Histoire
La première mention écrite du village date de 1393.
La commune de Deda a appartenu au royaume de Hongrie, puis à l'empire d'Autriche et à l'Empire austro-hongrois.
En 1876, lors de la réorganisation administrative de la Transylvanie, elle a été rattachée au comitat de Maros-Torda.
La commune de Deda a rejoint la Roumanie en 1920, au traité de Trianon, lors de la désagrégation de l'Autriche-Hongrie. Après le deuxième arbitrage de Vienne, elle a été de nouveau occupée par la Hongrie de 1940 à 1944, période durant laquelle son importante communauté juive fut exterminée par les nazis. Elle est redevenue roumaine en 1945.

## Politique
Le conseil municipal de Deda compte 13 sièges de conseillers municipaux. À l'issue des élections municipales de juin 2008, Lucreția Cadar (PNL) a été élu maire de la commune.
| Parti                          | Nombre de conseillers |
| ------------------------------ | --------------------- |
| Parti national libéral (PNL)   | 8                     |
| Parti démocrate-libéral (PD-L) | 3                     |
| Parti de la Grande Roumanie    | 1                     |
| Parti social-démocrate (PSD)   | 1                     |

## Religions
En 2002, la composition religieuse de la commune était la suivante :
- Chrétiens orthodoxes, 92,59 % ;
- Pentecôtistes, 4,75 %.

## Démographie
En 1910, la commune comptait 3 773 Roumains (84,07 %), 530 Hongrois (11,81 %) et 100 Allemands (2,23 %).
En 1930, on recensait 4 211 Roumains (78,16 %), 698 Hongrois (12,95 %), 21 Allemands (0,39 %), 282 Juifs (5,33 %) et 149 Tsiganes (2,77 %).
En 2002, 4 001 Roumains (92,35 %) côtoient 68 Hongrois (1,56 %) et 261 Tsiganes (6,02 %). On comptait à cette date 1 600 ménages et 1 700 logements.
| 1850  | 1880  | 1900  | 1910  | 1930  | 1956  | 1977  | 1992  | 2002  |
| ----- | ----- | ----- | ----- | ----- | ----- | ----- | ----- | ----- |
| 1 898 | 3 188 | 3 975 | 4 488 | 5 388 | 4 463 | 4 933 | 4 383 | 4 332 |

| 2007  | - | - | - | - | - | - | - | - |
| ----- | - | - | - | - | - | - | - | - |
| 4 437 | - | - | - | - | - | - | - | - |

## Économie
L'économie de la commune repose sur l'agriculture, l'élevage, l'exploitation forestière et la transformation du bois. Le tourisme vert se développe de plus en plus.

## Communications

### Routes
Deda est située sur la route nationale DN15 qui relie Târgu Mureș et Reghin avec Toplița et le județ de Harghita.

### Voies ferrées
Deda est un important nœud ferroviaire situé au croisement de la ligne Deda-Târgu Mureș-Războieni et Brașov-Dej qui dessert aussi Bistrița.

## Lieux et monuments
- Réserve naturelle du défilé Deda-Toplița (6 000 ha.

- Bistra Mureșului, monastère du XVe siècle.